# Sophia af Danmark
Sophia af Danmark (født 1159, død 1208), var en dansk prinsesse, datter af Valdemar den Store. Hun var gift med Sigfred af Orlamünde, greve af Weimar-Orlamünde. De fik sammen sønnen Albert af Orlamünde.